# Woodruff et le Schnibble d'Azimuth
Woodruff et le Schnibble d'Azimuth est un jeu d'aventure édité par Coktel Vision, société de développement et d'édition de jeux vidéos française, en 1994. Il est distribué en Amérique du Nord en 1995 par Sierra On-Line, sous le nom de (en) The Bizarre Adventures of Woodruff and the Schnibble. Muriel Tramis, coauteur avec Pierre Gilhodes des trois premiers Goblins, fut chef de projet de Woodruff.

## Synopsis
La séquence d'introduction met en place le décor d'un monde post-apocalyptique. Après être restés plusieurs siècles sous terre suite à une guerre atomique, les humains ressortent et découvrent au dehors une colline peuplée par les Bouzouks, une race de mutants pacifiques doués d'une grande intelligence. Les humains prennent de force possession des lieux et fondent une ville appelée Vlurxtrznbnaxl, réduisant en esclavage le peuple Bouzouk. Le gouvernement bouzouk, incarné par un roi et un conseil de sages, est renversé. Progressivement, cette ville, dirigée par les humains, devient gouvernéé par un régime despotique sur lequel règne le Déconnectable, bras droit du président de la ville mais qui, en réalité, tire toutes les ficelles du pouvoir.
Alors qu'il travaille dans son laboratoire, sous le regard de son fils Woodruff, le professeur Azimuth, soutien de la cause bouzouk, se fait enlevé par le Déconnétable. Azimuth a propagé l'idée selon laquelle existerait le « Schnibble », une entité qu'il aurait découverte, et dont la venue annoncerait la paix et la prospérité dans la ville ainsi que la libération du peuple bouzouk opprimé. Azimuth cache son fils dans un panier après lui avoir mis un caque, le Viblefrotzer, un accélérateur de croissance. Woodruff se réveille, adulte, et sans aucun souvenir de ce qui s'est déroulé, à part le mot « Schnibble » qui lui trotte dans la tête. La mission de Woodruff est de retrouver son père mais aussi de venger son nounours détruit par le Déconnetable lors du rapt. La seule solution est donc de trouver le « Schnibble ».

## Système de jeu
Woodruff et le Schnibble d'Azimuth est un jeu de type pointer-et-cliquer (aussi appelé point'n'click), de type traditionnel à la troisième personne, utilisant un moteur graphique 2D. Le joueur commande les déplacements du personnage principal, Woodruff, en utilisant son curseur et en cliquant sur l'endroit où il souhaite aller. Il interagit également avec son curseur sur les objets à ramasser, les actions à effectuer avec ces derniers et les personnages non joueur avec lesquels il peut discuter. Il a également accès à un inventaire qui lui permet de stocker tous les objets collectés durant le jeu et de les utiliser. Les différents actions du joueur lui permettent de résoudre les énigmes du jeu et de progresser dans l'aventure. L'aventure déroulée par le jeu n'est pas linéaire et est composée d'un grand nombre d'interactions possibles, dans une trentaine de tableaux différents représentant des lieux de la ville.

## Univers graphique
L'univers graphique du jeu utilise un design qui se rapproche de la série de jeu Goblins, développée et éditée par Cocktel Vision et créée par Muriel Tramis et Pierre Gilhodes qui ont également collaboré dans la création de Woodruff. Le graphisme est néanmoins moins pixelisé et plus dessiné que les jeux Goblins que les jeux de la série Goblins qui l'ont précédé.

## Univers du jeu
Woodruff se déroule dans un univers post-apocalyptique mais également dystopique. Il peint un régime despotique qui s'exprime, outre par l'asservissement des Bouzouks, par une bureaucratie excessive, une censure constante et un système de représsion tournant à l'absurdité. De nombreuses taxes existent, comme une taxation sur la sudation ou sur la surface d'ombre produite par le corps, et l'embauche à un emploi peut requérir un certificat de respiration qui s'obtient auprès de l'administration après avoir fourni un échantillon d'haleine et si le taux de pollution répond aux normes instituées. Également, une société, le Club des Bonnes Moeurs, est chargé de censurer toutes les oeuvres artistiques et même tout ce qui porterait atteinte aux "bonnes moeurs", notamment la nudité. Afin de maintenir les populations dans l'obéissance, des avertissements sont notamment diffusés concernant une bête nocturne qui se nourrirait de ceux qui s'oppose aux mesures gouvernementales.
Face à ces mesures liberticides et démesurées, et répondant aux tensions entre humains et bouzouks dans les niveaux inférieurs de la ville, un groupe de résistance a vu le jour, le F.L.B (Front de Libération des Bouzouks), une organisation terroriste qui, étant naturellement pacifiste, n'a commis aucun acte de terrorisme. Le groupe se contente d'écrire des graffitis contre le gouvernement sur les murs de la ville.
L'humour est intrinséque à l'univers du jeu et est omniprésent, dans les dialogues, dans les noms qui sont souvent composées essentiellement d'onomatopées, dans les jeux de mots quelquefois vulgaires, dans les animations ainsi que les énigmes.
Néanmoins, au travers de l'utilisation d'un humour absurde, le jeu traite de sujets sociétaux sous un point de vue morale, tels que la xénophobie, l'exploitation, le chômage, les expériences et mesures gouvernementales qui peuvent être assimilées aux idéologies nazis, les dangers de l'énergie nuclaire, les sectes et la religion, la pression fiscale, la censure, l'oppression politique, la réalité virtuelle, ou encore l'espoir des peuples qui aspirent à la liberté.
L'univers intègre également de nombreuses références culturelles tels que Doom ou encore Blade Runner, ainsi que de nombreuses allusions à la série Goblins.

## Dialogues
De nombreux doubleurs ont participé aux dialogues du jeu, dans ses versions européennes ainsi qu'américaine. Cependant, la liste des doubleurs demeure incomplète pour les versions européennes et inconnue pour la version américaine.

### Voix françaises[1]
- Edgar Givry : Woodruff
- Micheline Dax : la patronne du bar
- Claude Piéplu : le Narrateur
- Patrick Préjean : le Déconnétable

L'identité des autres doubleurs n'est pas connue.

### Voix espagnoles[2]
- Rafael Alonso Roldán : Woodruff, le sage de la santé, le sage du verbe
- Elsa Pinillos : la patronne du bar, Pooh-Lett, jeune femme,
- José María Requena : Maître Riri, le Déconnétable, le Professeur Azimuth, J.F Sébastien, le fonctionnaire, le joueur, le portier de l'usine
- Juan Ignacio Ocaña : le Commandeur, le vendeur de prothèses, le chef de la secte, le service d'information, le sage de la fertilité
- Tomás Campos : différents personnages

## Accueil
Le journaliste de jeuxvideo.com, azertyuiop2 note le jeu d'un 16/20. L'avis, rédigé en 2010, met en avant l'humour du titre.

## Influences
L'univers du jeu est à l'origine de la création d'une communauté de fans qui en a réutilisé les références au travers de forums role play en ligne ou de jeux en ligne.